# Spore
Spore（スポア）は、エレクトロニック・アーツ社(Maxis社開発)のリアルタイムシミュレーションゲーム。製作指揮はウィル・ライト。
対応ハードはPC・Wiiで、Windows版は2008年9月5日に発売された。
先行してクリーチャー クリエイター、モバイル版のSpore Originsがリリースされている。

## 概要
Sporeの主体は生物の進化であり、原始的なプランクトンの誕生から高度な文明を持った知的生命体までとかなり幅広く扱う。
ゲームは5つのフェイズに分けられ、それぞれ細胞ステージ(Cell)、クリーチャーステージ(Creature)、集落ステージ(Tribe)、文明ステージ(Civilization)、宇宙ステージ(Space)と名付けられている。プレイヤーは原始的生物を知的生命体へと進化させて文明を築く。

## フェーズ
ゲームは主に5つのフェーズで構成されており、フェイズの進行に伴ってプレイヤーのできることも増えていく。ひとつのフェイズが終わると次のフェイズに移行できるが、クリア後のフェイズを振り返って遊ぶこともできる。
細胞フェーズ（微生物～脊椎動物）
2Dタイプのマップ。プレイヤーの操る生物は惑星に衝突した隕石に付着していた微生物が海中に開放されるところから始まる。初めは単純な体の構造しか持ち得ない数マイクロメートルのプランクトンだが、周りの養分や周辺の小さな生物を捕食しながら数10cmほどの水棲動物へと進化する。水中に漂う進化用のアイテムを入手することで体の部位を獲得し、より複雑な形態に変貌させて生存率を高めることで進化を促進させることがプレイの基本となる。
クリーチャーフェーズ（下等生物～知的生物）
水棲動物だったプレイヤーの生物が進化することでこのステージが始まる。マップは3Dタイプとなり、生息範囲も水中から陸上へと変化する。捕食のほかに仲間や他の種族とのコミュニケーションも行えるようになる。捕食によってDNAポイントを貯め、知能が高まると次のフェイズへ移る。クリーチャーステージの行動によって、生物の性格(社交・順応・捕食)が決まる。
集落フェーズ
プレイヤーの生物は高い知能を持つようになり、狩猟や採集を共同で行う集落を形成する。ここからは生物を進化させることはできなくなるが、代わりに衣装をデザインして自分の生物に着せることができる。他種族の集落を襲撃したり同盟を結ぶ等して最終的に全集落の征服を目指す。集落ステージの行動によって、文明のタイプ(社交的・勤勉・攻撃的)が決定する。
文明フェーズ（高度経済成長）
集落は発展して城壁を持つ都市へと変化する。自分の住む惑星全体を見渡せるようになり、そこには自分の都市以外にも他の文明を持つ生物が住む都市などがあり、惑星の覇権を競い合う。都市の建物、車輌、船、飛行機などを自分でデザインして作ることも出来る。文明ステージの行動によって、国家のタイプ(宗教的・経済的・軍事的)が決定する。
宇宙フェーズ
他国を制圧し、惑星を掌握すると宇宙船の開発が可能となり（これも自分でデザインできる）、母星を飛び出して膨大な数の惑星が点在する銀河を渡る広大な宇宙へ舞台を移す。惑星を生き物が住めるようにテラフォーミングしたり、他の惑星へ入植したり、異星人と戦ったりできるようになる。宇宙船の力は強大で、映画のように光を出して生物をさらう、ビームを発射してあたりを焼き払う、大気の組成を組み替える、また惑星を完全に破壊するなど、あらゆることが可能になる。文明ステージまでの行動によって、文明のタイプが決定する。以前の行動の結果、種族の哲学(吟遊詩人・エコロジスト・騎士・狂信者・外交官・科学者・貿易商・シャーマン・戦士・放浪者)が決定する。なお、このフェイズになると自国周辺だけでなく他のセーブデータの周りの星にも干渉出来るようになり（各データは別の空間として隔離されている訳ではなく、同じ銀河の中に存在する）、例えばあるデータで別の文明の領土を略奪すると、その結果が他のデータにも反映される。他のセーブデータの領土にも干渉出来るが、母星では殆どのツールを使えず購入や略奪も出来ない。

## 追加パック・パッチ
スポア本体をダウンロードした後に新たに導入することで新しい機能を追加できるプログラム。これら単体では起動できず、導入後にアンインストールする為には最初にスポア本体をアンインストールする必要がある。また、追加パックはダウンロードしたクリエーションに追加パーツが含まれる際、そのクリエーションを閲覧したりゲーム内で使用するのにも必要である。追加パックは購入、パッチは主に自動更新で入手出来る。

### 追加パック
SPORE クリーピー&キュート
クリーチャーを作る際に使うパーツを増やすことができる。ダッシュの能力を単独で獲得できるパーツ等、性能も既存のパーツと少し異なる。
SPORE ギャラクティックアドベンチャー
新しいステージであるアドベンチャー(クリーチャーステージの操作方法を使い、様々な目標を達成する)を遊んだり作成したりできるようになる他、強力な能力が使用できるようになる艦長パーツと、それらを使った艦長が作れるようになる。特にアドベンチャーの作成は自由度が非常に高く、典型的な戦闘ものや社交ものだけでなく、頭を使って進むパズルや謎解きもの、更には眺めているだけでクリアできてしまうもの、周辺を歩き回って好きな時に帰ればそれでよいもの等、様々な要素や難易度のアドベンチャーを作れる。

### パッチ
外骨格パーツ
その名の通り外骨格(昆虫や蟹等のような手脚)が使えるようになる。自動更新で入手可能。
ボットパーツ
Dr.Pepperとのコラボキャンペーンとして作成されたパーツで、ロボットのような外見をしたパーツが使用できるようになる。このパーツは最も入手困難で、アメリカの一部の州でしか売られていないビン入りのDr.Pepperの蓋の裏に記載されているコードを専用のサイトに打ち込まないと入手できない。この地理的に不平等な入手条件が原因でEAやDr.Pepperに批判が殺到し、結局キャンペーンは失敗に終った。

## クリーチャー クリエイター
クリーチャーの製作、簡易的な操作を含めた閲覧に特化した先行版。

## Spore Origins
細胞ステージに特化したバージョン。iアプリ等の携帯電話やiPhone / iPod touchに対応。

## スポア クリーチャーズ
スポアクリーチャーズ(Spore Creatures)はクリーチャーステージを中心としたニンテンドーDS用シミュレーションアクションゲーム。2008年9月11日発売。

## スポア キミがつくるヒーロー
スポア キミがつくるヒーロー（Wii版はSpore Hero、ニンテンドーDS版はSpore Hero Arena）は、2010年4月1日発売のスピンオフ作品。Wii版にはパーツ数が多いほか、探索要素が含まれる。

## ダークスポア
主人公を自分でデザインできる点は共通しているが、アクション要素が強くゲーム性は他の作品と異なる。Steam等で販売されていたが、2016年に絶版となっている。